# Nitro PDF
Nitro PDF Reader és un programa lector i creador de documents PDF integrable amb la interfície dusuari de Microsoft Office 2003 i posteriors. El programari es proveeix a l'usuari final sense cap cost i sense el codi font corresponent, es tracta llavors d'un programari privatiu (no lliure). A principis de 2012 només estava disponible per al seu ús i instal·lació en sistemes operatius de Microsoft (Windows XP i superiors).

## Història
Nitro Software va ser fundat a Melbourne, Austràlia, per un equip d'enginyers, com un programari de PDF alternatiu a Adobe Acrobat.
Els productes d'escriptori de Nitro estan disponibles a Windows i Mac. Nitro Cloud és compatible amb qualsevol navegador web a qualsevol màquina. Nitro PDF Pro és un programari de prova propietari, mentre que Nitro Reader és un programari gratuït per a ús personal i professional. El 2015, l'empresa va informar 1 milió de llicències venudes. El 2018, va llançar Nitro Productivity and eSigning Suite. El juny del 2021, l'empresa va comprar PDFPen, una aplicació d'edició de PDF per a Mac, iPad i iPhone.

## Requisits del sistema
- Equips d'escriptori (sobretaula): Windows® XP, Windows® Vista, Windows® 7 (compatible amb les versions de 64 bits)
- Servidors: Windows® Server 2003, Windows® Server 2008, Windows® Server 2008 R2
- Memòria RAM: 512 MB com a mínim (1 GB recomanat)
- Resolució de pantalla : 1024x768
- Microsoft Office 2003 o més recent (necessari per a les característiques integrades de Microsoft Office)
- Microsoft. NET Framework 2.0 (o superior)

## Funcions[5]
Entre les seves funcions més destacables hi ha:
- Conversió de documents PDF a Powerpoint
- Creació de documents PDF a partir d'un fitxer existent (els documents ODT no estan suportats).
- Extracció de text (text pla) i captura d'imatges contingudes a un document sense haver d'acudir a la tecla imprimir pantalla.
- Creació de signatures amb la tecnologia privativa QuickSign® i creació de formularis electrònics, amb els seus camps completats, com a documents PDF.
- Inserció i lectura de comentaris, col·laboració i notes emergents.
- Controlador d' impressora virtual que us permet crear un document PDF des de qualsevol aplicació capaç d'imprimir documents en paper..

## Versions
| Versió                                                    | Data             |
| --------------------------------------------------------- | ---------------- |
| Suite de productivitat Nitro                              | Setembre 2019    |
| Suite de productivitat Nitro (Nitro Pro 12 + Nitro Cloud) | Juny 2018        |
| Nitre Pro 11                                              | juliol de 2016   |
| Nitre Pro 10                                              | Octubre de 2014  |
| Nitre Pro 9                                               | Setembre de 2013 |
| Nitre PDF Pro 8                                           | Setembre de 2012 |
| Nitre PDF Pro 7                                           | novembre de 2011 |
| Nitre PDF Pro 6.2.1                                       | març de 2011     |
| Nitre PDF Pro 5.5.1                                       | abril de 2009    |